# شيري بلاكلي
شيري بلاكلي (بالإنجليزية: Sherry Blakley)‏ هي مهندسة أمريكية، ولدت في 16 مارس 1962 في أوستن في الولايات المتحدة، وتوفيت في 13 فبراير 2011 في فلوريدا في الولايات المتحدة.

## وصلات خارجية
- شيري بلاكلي على موقع Racing-Reference.info (الإنجليزية)